# 山口県立下関中央工業高等学校
山口県立下関中央工業高等学校（やまぐちけんりつ しものせきちゅうおうこうぎょうこうとうがっこう）は、山口県下関市後田町四丁目に所在していた公立の工業高等学校。略称は｢中央｣。2019年、跡地に山口県立下関双葉高等学校が開校した。

## 沿革
- 1910年（明治43年） - 下関市立下関実業補習学校開設
- 1925年（大正14年） - 下関市立下関商業実践学校と改称
- 1928年（昭和03年） - 下関工業実践学校を合併し、市立下関商工実践学校と改称
- 1935年（昭和10年） - 下関商工実践学校を引き継ぐ形で下関市立下関商工学校を開校
- 1944年（昭和19年） - 山口県に移管し、山口県立下関第二工業学校となる
- 1948年（昭和23年） - 学制改革に伴い、山口県立下関実業高等学校となる
- 1949年（昭和24年） - 山口県立下関工業高等学校に統合し、新名称が山口県立下関工業高等学校となる
- 1954年（昭和29年） - 山口県立下関工業高等学校を山口県立安岡工業高等学校（現・山口県立下関工業高等学校）と山口県立幡生工業高等学校に分離
- 1965年（昭和40年） - 山口県立幡生工業高等学校を山口県立下関中央工業高等学校に改称
- 2016年（平成28年）4月 - 山口県立下関工業高等学校と再統合して山口県立下関工科高等学校が発足し、生徒募集停止
- 2018年（平成30年）3月31日 - 廃校[1]
- 2019年（平成31年）4月 - 跡地に多部制の定時制高校である山口県立下関双葉高等学校と山口県立下関総合支援学校高等部を設置

## 設置学科
全日制
- 機械・造船科
- 建築科
- 土木科
- 化学工業科

入学時には全学科を一括募集し、1年次終了後に希望学科に分かれる。

## 著名な出身者
- 和泉新 (プロサッカー選手)
- 福田正義（日本共産党（左派）議長）
- 小川忠晴（プロバスケットボール選手、コーチ・ライジング福岡前ヘッドコーチ）
- 田村淳（お笑いタレント・ロンドンブーツ1号2号）
- 宮本亨（サッカー指導者）
- 野村和正（プロサッカー選手・Club Industriel de Kamsar（英語版）所属）
- 野村直輝（プロサッカー選手・大分トリニータ所属）
- 魁傑將晃（元大相撲力士）
- 田中慎弥（小説家・芥川賞）
- 名越稔洋 (ゲームクリエイター)
- 三輪正義（元プロ野球選手・東京ヤクルトスワローズ）
- 美波わかな（声優）[2]
- 原沢侑高（俳優）